# Natsuko no Sake
Natsuko no Sake (jap. 夏子の酒) ist eine Manga-Serie von Akira Oze, die von 1988 bis 1991 in Japan erschien. Sie ist in die Genres Gourmet, Drama und Seinen einzuordnen und wurde 1994 als Dorama-Fernsehserie adaptiert sowie 1999 fortgesetzt.

## Inhalt
Die 22-jährige Natsuko Wakui ist Tochter eines Sake-Brauers vom Land und hat das Getränk in der Heimat lieben gelernt. Doch zog sie später nach Tokio, weg von der harten Arbeit in der Brauerei, um dort in der Werbebranche zu arbeiten. Als sie jedoch billigen Sake anpreisen soll, will sie ihren Beruf aufgeben. Dann stirbt auch noch ihr Bruder Yasuo an Krebs. Dessen Lebensziel war es, den besten Sake in ganz Japan zu brauen. Da nimmt Natsuko sich vor, das Ziel ihres Bruders an seiner Stelle zu verfolgen. Mit der Unterstützung ihrer Familie und den Mitarbeitern der Brauerei setzt sie die Arbeit ihres Bruders fort. Dabei muss sie zunächst den besten, natürlich angebauten Reis besorgen. So beginnt sie, selbst Reis der seltenen, alten Sorte Tatsunishiki anzubauen. Doch dessen Anbau – die Sorte verträgt keine Pestizide und wurde daher nicht mehr verwendet – ist enorm arbeitsaufwändig.
Die Fortsetzung handelt von Natsukos Großmutter Natsu, die 1928 in die Familie einheiratete und ein ähnliches Leben wie ihre Enkelin führte: Zunächst war sie mit ihrem Mann Zanzō nach Tokio gezogen, der dort Elektroingenieur arbeitete. Nach dem Tod seines Bruders kehrte er zurück und übernahm die Brauerei. Doch bald erwies sich Natsu geschickter in dem Handwerk und ihr Mann richtete seine Aufmerksamkeit darauf, dem Dorf Elektrizität zu bringen.

## Veröffentlichung
Der Manga erschien von Dezember 1988 bis 1991 im Magazin Morning beim Verlag Kodansha, der die Kapitel auch in 12 Sammelbänden veröffentlichte. Sharp Point Press brachte 1996 in Taiwan eine chinesische Übersetzung heraus.
Eine Fortsetzung der Serie mit dem Titel Natsu no Kura erschien von 1999 bis 2000 und wurde in vier Bänden veröffentlicht. Auch diese wurde 2000 und 2001 in Taiwan veröffentlicht. 2003 und 2004 erschien in Japan eine Neuauflage als Bunkobon.

## Adaption fürs Fernsehen
Beim Fuji Television lief von 12. Januar bis 23. März 1994 eine elfteilige Adaption des Mangas als Dorama. Sie entstand unter der Regie von Utahiko Honma und nach einem Drehbuch von Fumie Mizubashi und Masaya Ozaki. Der verantwortliche Produzent war Yutaka Kiyono. Die Folgen sind je 45 Minuten lang. Das Titellied ist Kaze to Kumo to Watashi von Sachiko Kumagai.

## Rezeption
Die deutsche Zeitschrift Animania nennt den Manga ein „warmherziges und bewegendes“ Werk, dessen Themen die „Harmonie von Mensch und Natur, Tradition und Moderne und natürlich der Menschen untereinander“ seien. Zusätzlich erfahre der Leser viel über die Herstellung von Sake, die in vielen kleinen Schritten und gut recherchiert erzählt werde. Zugleich sei der Erzählstil unterhaltsam, „in seiner Schlichtheit sehr lebendig, bei Zeiten humorvoll und mitreißend“.